# Asier Flores
Asier Flores González es un actor español conocido por sus papeles en películas como Dolor y gloria, Érase una vez en Euskadi y El páramo.

## Biografía
Participó en la película Dolor y gloria de Pedro Almodóvar, a los 12 años.
Asier vive en Perales del Río.

## Filmografía

### Cine
| Año  | Título                   | Personaje      | Notas                             |
| ---- | ------------------------ | -------------- | --------------------------------- |
| 2019 | Dolor y gloria           | Salvador Mallo | Protagonista                      |
| 2021 | Érase una vez en Euskadi | Marcos         | Protagonista                      |
| 2021 | El páramo                | Diego          | Protagonista; Película de Netflix |

### Televisión
| Año  | Título                          | Personaje              | Notas       |
| ---- | ------------------------------- | ---------------------- | ----------- |
| 2020 | La valla                        |                        | 5 episodios |
| 2020 | El Ministerio del Tiempo        | Julian Martínez - Niño | 1 episodio  |
| 2020 | Alguien tiene que morir         | Gabrino - Niño         | 2 episodios |
| 2021 | Paraíso                         | Joaquín                | 1 episodio  |
| 2023 | Los pacientes del doctor García | Jose Antonio           | 3 episodios |

## Premios y nominaciones
| Premio             | Año  | Categoría                                                   | Trabajo nominado | Resultado | Ref. |
| ------------------ | ---- | ----------------------------------------------------------- | ---------------- | --------- | ---- |
| CinEuphoria Awards | 2020 | Mejor interpretación de conjunto (compartido con el elenco) | Dolor y gloria   | Nominado  |      |